# Akademickie mistrzostwa świata w biegach przełajowych
Akademickie mistrzostwa świata w biegach przełajowych – międzynarodowe zawody lekkoatletyczne w biegach przełajowych organizowane co dwa lata począwszy od 1968 roku.
Kobiety rywalizują w mistrzostwach od roku 1976, a oficjalnie pod egidą Fédération Internationale du Sport Universitaire zawody pierwszy raz odbyły się 1978 roku.

## Edycje
| Edycja | Gospodarz              |
| ------ | ---------------------- |
| 1968   | Gandawa                |
| 1979   | Berno                  |
| 1972   | Guildford              |
| 1974   | Madryt                 |
| 1976   | Leuven                 |
| 1978   | Lozanna                |
| 1980   | Coleraine              |
| 1982   | Darmstadt              |
| 1984   | Antwerpia              |
| 1986   | Graz                   |
| 1988   | Bolonia                |
| 1990   | Poznań                 |
| 1992   | Dijon                  |
| 1994   | Limerick               |
| 1996   | Albufeira              |
| 1998   | Luton                  |
| 2000   | Jena                   |
| 2002   | Santiago de Compostela |
| 2004   | Collegno               |
| 2006   | Algier                 |
| 2008   | Mauquenchy             |
| 2010   | Kingston               |
| 2012   | Łódź                   |
| 2014   | Entebbe                |
| 2016   | Cassino                |
| 2018   | St. Gallen             |
| 2022   | Aveiro                 |
| 2024   | Maskat                 |